# Исраилов, Равиль Сапарович
Равиль Сапарович Исраилов (2 июня 1968) — киргизский футболист. Мастер спорта Кыргызстана (1995).

## Биография
До 23-летнего возраста выступал только в соревнованиях коллективов физкультуры. После распада СССР стал играть в высшей лиге Кыргызстана за клубы «Намыс» (Талас) и «СКА-Достук» (Сокулук). В 1994—1995 годах играл за «Кант-Ойл» и стал с этим клубом двукратным чемпионом Кыргызстана. Затем выступал за «Динамо» (Бишкек), «Динамо» (Сокулук) и «Дордой» (Нарын).
Всего в высшей лиге Кыргызстана сыграл 124 матча и забил 24 гола.
Дальнейшая судьба неизвестна.